# Радождево
Радождево (рос. Радождево) — присілок в Сухиницькому районі Калузької області Російської Федерації.
Населення становить 206 осіб. Входить до складу муніципального утворення Присілок Радождево.

## Історія
Від 2004 року входить до складу муніципального утворення Присілок Радождево

## Населення
| 2002 | 2010 |
| ---- | ---- |
| 198  | ↗206 |